# Totalizator Sportowy

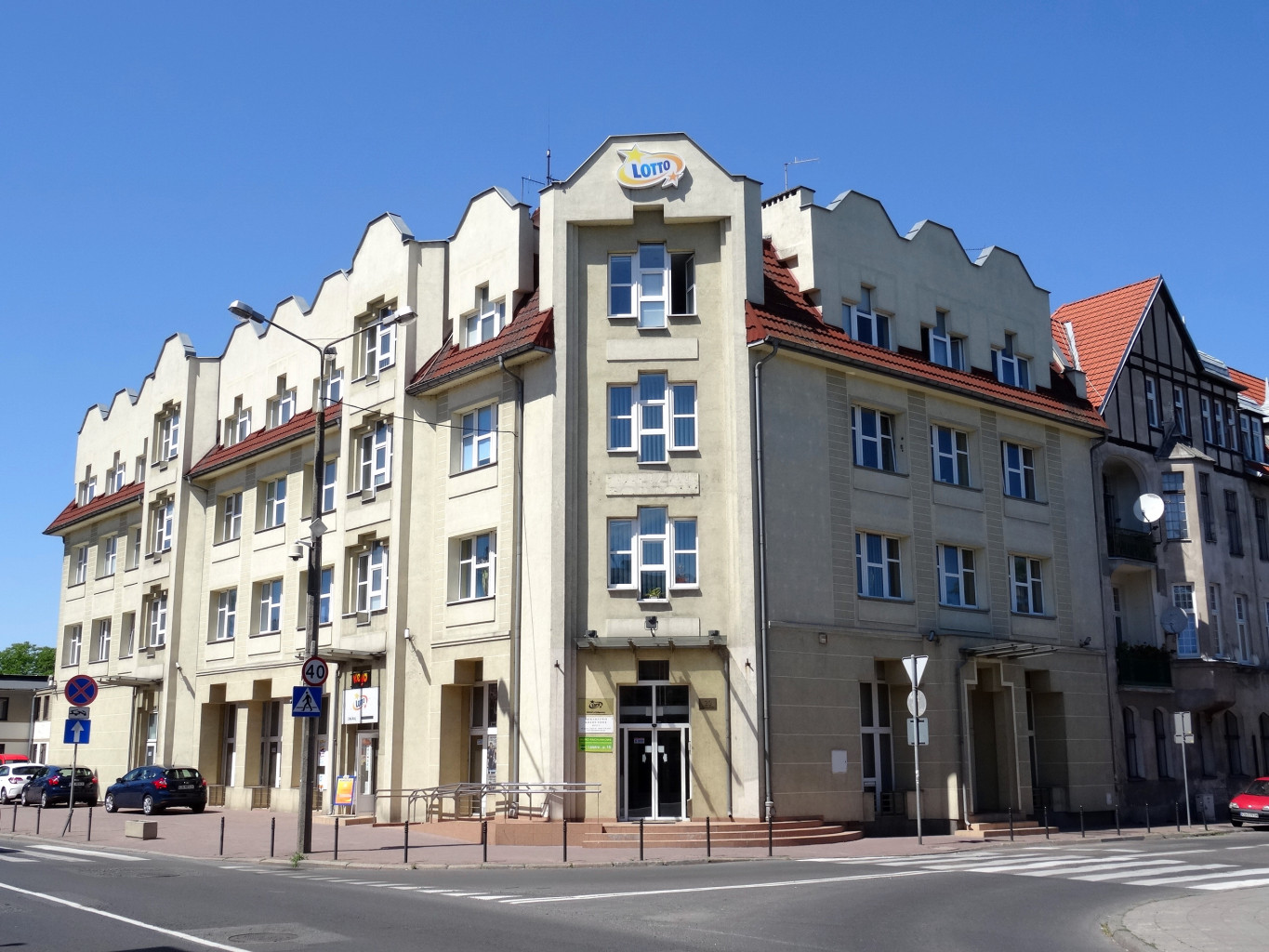
Siedziba oddziału terenowego Totalizatora Sportowego w Bydgoszczy

Totalizator Sportowy – polskie przedsiębiorstwo. Jego głównymi obszarami działalności są gry liczbowe, loterie pieniężne i zakłady wzajemne. Jest organizatorem loterii Lotto. Nadzór właścicielski nad Totalizatorem Sportowym sprawuje Ministerstwo Aktywów Państwowych.

## Działalność
Przedsiębiorstwo zostało powołane uchwałą Prezydium Rządu 17 grudnia 1955 roku i rozpoczęło działalność 25 stycznia 1956 roku. W latach 1956–1997 funkcjonowało jako Przedsiębiorstwo Państwowe Totalizator Sportowy, po czym zostało przekształcone w spółkę Skarbu Państwa w formie spółki z ograniczoną odpowiedzialnością.
Przedsiębiorstwo posiada ponad 16 tys. punktów sprzedaży. Jest spółką z ograniczoną odpowiedzialnością, której jedynym udziałowcem jest Skarb Państwa. 
Komputerowy system sprzedaży został wdrożony w 1991.
Do ceny każdego zakupionego zakładu gier liczbowych doliczana jest dopłata w wysokości 25% ceny zakładu. W przypadku loterii pieniężnych dopłata ta wynosi 10% ceny losu. Kwoty wpłaconych dopłat trafiają docelowo na rachunek Funduszu Rozwoju Kultury Fizycznej (75% wpływów z dopłat), Funduszu Promocji Kultury (20% wpływów z dopłat), Funduszu Rozwiązywania Problemów Hazardowych (4% wpływów z dopłat) oraz Fundusz Wspierania Rozwoju Społeczeństwa Obywatelskiego (1% wpływów z dopłat).
Od 2008 roku Totalizator Sportowy jest zarządcą Toru Wyścigów Konnych Warszawa Służewiec.
W lipcu 2018 przedsiębiorstwo rozpoczęło budowę sieci jedynych polskich legalnie działających salonów gier na automatach hazardowych. W grudniu tego samego roku uruchomiło platformę internetową, która pozwala na stawianie kuponów Lotto przez internet, oraz kasyno internetowe, będące jedynym legalnym kasynem internetowym w Polsce.
Od marca 2020 roku przedsiębiorstwo zbierało 10% ze sprzedaży kuponów Lotto w internecie na walkę z pandemią COVID-19 i jej skutkami.

## Oddziały terenowe Totalizatora Sportowego[12]
| Numer oddziału    | Miasto       | Miejsce siedziby        |
| ----------------- | ------------ | ----------------------- |
| I Oddział         | Warszawa     | ul. Targowa 25          |
| II Oddział        | Kraków       | ul. Olszańska 5a        |
| III Oddział       | Katowice     | ul. Ligocka 103         |
| IV Oddział        | Wrocław      | ul. Joannitów 16        |
| V Oddział         | Łódź         | ul. Wodna 43/45         |
| VI Oddział        | Poznań       | ul. Palacza 81          |
| VII Oddział       | Bydgoszcz    | ul. Poznańska 20        |
| VIII Oddział      | Gdańsk       | ul. Straganiarska 31/33 |
| IX Oddział        | Białystok    | ul. Modlińska 1         |
| X Oddział         | Lublin       | ul. Wolińskiego 20      |
| XI Oddział        | Kielce       | ul. Targowa 18          |
| XII Oddział       | Rzeszów      | al. Piłsudskiego 44     |
| XIII Oddział      | Opole        | ul. Kośnego 22          |
| XIV Oddział       | Zielona Góra | ul. Kręta 5             |
| XV Oddział        | Szczecin     | ul. Celna 1             |
| XVI Oddział       | Olsztyn      | ul. B.Linki 1           |
| XVII Oddział      | Koszalin     | ul. Piłsudskiego 56     |
| Oddział Służewiec | Warszawa     | ul. Puławska 266        |

## Certyfikat Odpowiedzialnej Gry
7 maja 2013 roku Totalizator Sportowy otrzymał Certyfikat Odpowiedzialnej Gry przyznawany przez European Lotteries and Toto Association. Standardy certyfikatu zostały wprowadzone przez European State Lottery and Toto Association w 2007 roku. W ramach certyfikacji ocenianych jest 11 obszarów, które obejmują między innymi: badania, szkolenia pracowników, programy dla sprzedawców, projektowanie gier, reklamę i marketing oraz edukację graczy. Oceny dokonuje niezależny audytor, a certyfikat przyznawany jest na okres trzech lat.

## Prezesi
- Mirosław Roguski (2001–2006)
- Jacek Kalida (2006–2008)
- Sławomir Dudziński (2008–2012)
- Wojciech Szpil (2012–2016[14])
- Łukasz Łazarewicz (2016–2017)
- Olgierd Cieślik (2017–2024)[15]
- Stanisław Grabiec (w 2024, p.o.)[16]
- Rafał Krzemień (w 2024)[17][18]
- Mariusz Błaszkiewicz (od 10 października 2024 do 31 stycznia 2025, p.o.)
- Beata Stelmach (od 1 lutego 2025)